# George Harvey (Maler)

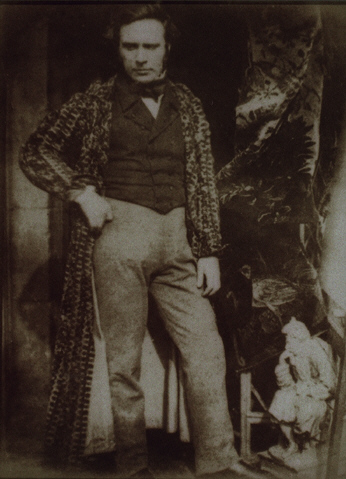
George Harvey

Sir George Harvey K.T. P.R.S.A. (* 1. Februar 1806 in St Ninians (heute zu Stirling); † 22. Januar 1876 in Edinburgh) war ein schottischer Bildnis-, Genre- und Landschaftsmaler.

## Leben
Harvey war der Sohn eines Uhrmachers. Seite Eltern zogen kurz nach seiner Geburt nach Stirling um. Hier kam er später zu einem Buchhändler in die Lehre und trat 1824 in seinem achtzehnten Lebensjahr in die Trustees’ Academy in Edinburgh ein, wo er zwei Jahre lang bei Sir William Allan und Andrew Wilson studierte. Er konnte mit Hilfe seiner Lehrer bereits zwei Jahre später mit seinem Bild die Dorfschule (englisch The Village School) erfolgreich auf einer Ausstellung der Edinburgh Institution debütieren. Noch im selben Jahr wurde er von den Gründern der Royal Scottish Academy eingeladen, sich ihnen als Associate anzuschließen und seine Werke dort auszustellen. Er widmete sich zunächst der figürlichen Darstellung mit Motiven aus der Geschichte und dem täglichen Leben der schottischen Nation. 1829 wurde er zum Fellow der Royal Scottish Academy gewählt. Er fertigte auch einige Porträts an, darunter die von Professor John Wilson (1851) und Rev. Dr. John Brown, 1856. Harvey wurde 1864 vierten Präsidenten Scottish Academy gwählt und trat die Nachfolge von Sir John Watson Gordon (1788–1. Juni 1864) an. Harvey starb eine Woche vor seinem 70. Geburtstag in Edinburgh. Daniel Macnee wurde sein Nachfolger als Präsident der Akademie.

## Rezeption
In Harveys frühen Werken dominieren eher Themen aus der Genremalerei; Bilder, die eine Beobachtung der menschlichen Natur, gefällige Komposition und ein warmes Kolorit zeigen. Erst in seinen späten Werken wandte sich Harvey mehr dem Manierismus zu. In den letzten zehn Jahren seines Lebens widmete er sich verstärkt auch der Landschaftsmalerei und fand dabei seine Themen meistenteils an der malerischen Westküste Schottlands. Beachtenswert ist in Harveys künstlerischem Schaffen auch sein großer Zyklus aus der Geschichte des 17. Jahrhunderts seiner Heimat; darunter u. a. das Gemälde Predigt der Covenanters, welches 1830 entstand.
Er fertigte zahlreiche frei gezeichnete kolorierte Kinderbilder und die Figurenmotive charakterisieren das schottische Volk, dessen Geschichte und Bräuche er mit großer Freude schilderte.

## Ehrungen (Auswahl)
- 1829: Mitglied und 1864 Präsident der Royal Scottish Academy
- 1867: Wahl zum Fellow der Royal Society of Edinburgh
- 1867: Ernennung zum Knight Bachelor durch Königin Victoria
- Die Bildhauer John Hutchinson und Amelia Robertson Hill (1821–1904) fertigten Marmorbüsten von im an

## Ausstellungen (Auswahl)
- Selections from the works of Sir George Harvey, P.R.S.A. um 1870
- Recollections of Sir George Harvey. Lorimer & Gillies, Edinburgh 1880
- Sir George Harvey P.R.S.A., 1806–1876. Smith Art Gallery and Museum, Stirling 1986

## Werke (Auswahl)

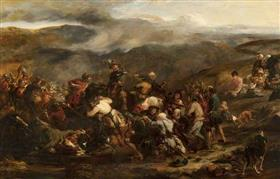
die Schlacht bei Drumclog

- das erste Lesen der Bibel in der Krypta der Paulskirche
- 1828: die Konsultation
- 1836: die Schlacht bei Drumclog
- 1837: der Dorfschulmeister
- 1844: ein Leichenbegängnis in den Hochlanden
- das Spiel auf dem Eis
- die spielenden Kinder auf dem Kirchhof der Grauen Mönche in Edinburgh
- John Bunyan und seine blinde Tochter
- 1857: Ferragon
- 1870: Inverarnan, Loch Lomond

Schriften
- On the Color of Aërial Blue. In: Proceedings of the Royal Society of Edinburgh Band 6, Edinburgh 1869, ISSN 0370-1646, doi:10.1017/S0370164600046095, S. 430–430 (englisch, Aufsatz vom 21. Dezember 1868).
- Notes on the Early History of the Royal Scottish Academy. Edmonston & Douglas, Edinburgh 1870 (Einzelheiten zur Gründung und den Fortschritt der Gesellschaft, books.google.de).